# Franz von Krane-Matena
Wilhelm Josef Franz von Krane, seit 1878 Freiherr von Krane-Matena (* 20. August 1810 in Dortmund; † 30. September 1896 in Frankfurt am Main) war ein preußischer Generalmajor.

## Leben

### Herkunft
Er war der Sohn des preußischen Majors Franz von Krane (1780–1820) und dessen Ehefrau Henriette, geborene von Rappard (1775–1817), eine Tochter des Oberlandesgerichtspräsidenten Friedrich Wilhelm Berthold von Rappard (1748–1833) aus Hamm.

### Werdegang
Krane besuchte die Kadettenhäuser in Potsdam und Berlin. Anschließend wurde er am 28. August 1827 als Unteroffizier dem 16. Infanterie-Regiment der Preußischen Armee überwiesen und avancierte bis Ende Juli 1831 zum Sekondeleutnant. Im Jahr 1838 wurde er zur Gewehrfabrik nach Saarn kommandiert. Am 1. April 1842 folgte seine Kommandierung als Adjutant des III. Bataillons im 16. Landwehr-Infanterie-Regiment nach Meschede. Mitte April 1847 wurde er als Premierleutnant seinem Stammregiment aggregiert. Zwei Jahre später stieg er zum Kompanieführer im III. Bataillon auf und nahm während des Krieges gegen Dänemark an den Gefechten bei Alminde, Veile, Viuf und Aarhus teil.
Nach dem Krieg wurde er am 14. August 1849 in das 36. Infanterie-Regiment versetzt und am 9. Dezember 1851 zum Hauptmann und Kompaniechef ernannt. Am 18. Januar 1859 wurde er zum Major befördert und als Kommandeur des I. Bataillon im 18. Landwehr-Regiment nach Posen versetzt. Anschließend wurde er am 8. Mai 1860 als Bataillonsführer zum 18. kombinierten Infanterie-Regiment kommandiert, aus dem zum 1. Juli 1860 das 3. Posensche Infanterie-Regiment Nr. 58 hervorging. Krane erhielt das Kommando über das I. Bataillon und stieg Mitte März 1863 zum Oberstleutnant auf. Am 3. April 1866 wurde er als Kommandeur in das 4. Pommersche Infanterie-Regiment Nr. 21 versetzt und in dieser Eigenschaft am 8. Juni 1866 zum Oberst ernannt. Sein Regiment führte Krane 1866 im Krieg gegen Österreich in den Schlachten bei Gitschin sowie Königgrätz und erhielt für sein Verhalten den Kronen-Orden III. Klasse mit Schwertern. Er wurde am 12. September 1867 mit Pension und der Erlaubnis zum Tragen seiner Regimentsuniform zur Disposition gestellt.
Während der Mobilisierung zum Deutsch-Französischen Krieg kam er am 18. Juli 1870 als Kommandeur in das Landwehr-Besatzungsregiment nach Kiel und Friedrichsort. Am 20. September 1870 wurde er Kommandeur des 2. Ostpreußischen kombinierten Landwehr-Regiments. Er nahm an den Belagerungen von Straßburg und Belfort sowie den Kämpfen an den Lisaine und bei Villersexel teil. Ausgezeichnet mit beiden Klassen des Eisernen Kreuzes kehrte Krane am 25. März 1871 unter Verleihung des Charakters als Generalmajor in das inaktive Verhältnis zurück.
Aufgrund nachgewiesener Ansprüche erhielt Krane für sich und seine Familie am 6. März 1878 die Berechtigung zur Führung des preußischen Freiherrntitels mit dem Zusatz „Matena“. Anlässlich des 25. Jahrestages der Verleihung seines Eisernen Kreuzes bekam er am 9. Januar 1896 den Roten Adlerorden II. Klasse mit Schwertern. Er starb im gleichen Jahr am 30. September 1896 in Frankfurt am Main.

### Familie
Krane heiratete am 25. April 1842 in Darmstadt die Marianne Freiin von Krane (1815–1892). Das Paar hatte mehrere Kinder:
- Wilhelm (1844–1878), preußischer Hauptmann ⚭ Hermine Schulze (* 1848)
- Marie (* 1847) ⚭ 1869 Heinrich Carl Garbe (1840–1901), Baurat[1]
- Friedrich (1849–1919), preußischer Generalleutnant
- Susette (1851–1927) ⚭ 1872 Max Freiherr Taets von Amerongen (1847–1912), Großherzoglich Hessischer Kammerherr[2]